# Agathis polita
Agathis polita är en stekelart som beskrevs av Nixon 1986. Agathis polita ingår i släktet Agathis och familjen bracksteklar. Inga underarter finns listade i Catalogue of Life.